# 8 (THE YELLOW MONKEYのアルバム)
『8』（ハチ）は、日本のロックバンド、THE YELLOW MONKEYの8枚目のオリジナルアルバム。2000年7月26日にBMGファンハウスよりリリースされた。

## 解説
- 前作『PUNCH DRUNKARD』から約2年5か月ぶりとなるアルバム。アルバムリリースまでの期間は自身最長となった。
- 113本に及んだ「PUNCHDRUNKARD TOUR」とそれに伴う休養期間の後、バンド史上初めて外部のプロデューサーを起用して制作されたコラボレーションシングル3作、「SPRING TOUR」、吉井和哉のセルフプロデュースシングル『パール』を経てイエローモンキーのサウンドは変貌を遂げるが、これには否定的なファンもいた[1]。
- 吉井は本作について、「テーマやコンセプトは特にない」としており[2]、廣瀬は「この一年の試行錯誤をしつつできたものを綺麗に整えて出したというよりは、やってきた軌跡をそのまま出した部分が強い。ドキュメント性が強いアルバム」と語っている[3]。
- タイトルの由来は8枚目のオリジナルアルバムであることと、「SPRING TOUR」から続くテーマである「蜂」とのダブルミーニング。
- ジャケットのビジュアルは、マグナム・フォトのメンバー、スティーブ・マッカリーによるもの。「ゼロから新しいものを作るのではなく、既存の説得力のある作品を使いたい」というリクエストをもとに、アートディレクターの原神一が提示したもの。ドラムの菊地は「何点か候補を出してくれたもののうち、この少年の写真が圧倒的に強かった」と語っており[4]、吉井は「アルバムとは関係ないが、それが象徴していて1つの生命体みたいな感じ」と語っている[3]。

## 制作背景
- アルバム制作当初、吉井は「コラボレーションシリーズで曲が10曲たまったら、もう2、3曲入れてアルバムを出したい」と考えていた。しかし、ベースの廣瀬は「それはファンに申し訳ない。最低でも新曲が6曲、聴いたことがない曲が半分は欲しい」という要望をした。結果的にアルバムには7曲の新曲が収録され、14曲中の半分が新曲となった[2]。メジャーデビュー以降欠かさず収録されていたギターの菊地や廣瀬の作曲作品は収録されていない。

## 収録曲
| 全作詞: 吉井和哉、全作曲: 吉井和哉（#6, 作曲: THE YELLOW MONKEY）。 |                                |           |                   |                                              |      |
| #                                                                   | タイトル                       | 作詞      | 作曲・編曲        | 編曲                                         | 時間 |
| 1.                                                                  | 「ジュディ」                   | 吉井和哉  | 吉井和哉          | THE YELLOW MONKEY                            | 4:36 |
| 2.                                                                  | 「サイキック No.9」            | 吉井和哉  | 吉井和哉          | THE YELLOW MONKEY                            | 3:18 |
| 3.                                                                  | 「GIRLIE」                     | 吉井和哉  | 吉井和哉          | THE YELLOW MONKEY、JON JACOBS、DAVID MAURICE | 5:13 |
| 4.                                                                  | 「DEAR FEELING」               | 吉井和哉  | 吉井和哉          | THE YELLOW MONKEY、笹路正徳                  | 4:15 |
| 5.                                                                  | 「HEART BREAK」                | 吉井和哉  | 吉井和哉          | THE YELLOW MONKEY、笹路正徳、森俊之          | 5:15 |
| 6.                                                                  | 「人類最後の日」(Instrumental) | 吉井和哉  | THE YELLOW MONKEY | THE YELLOW MONKEY                            | 1:13 |
| 7.                                                                  | 「SHOCK HEARTS」               | 吉井和哉  | 吉井和哉          | THE YELLOW MONKEY、森俊之                    | 4:19 |
| 8.                                                                  | 「聖なる海とサンシャイン」     | 吉井和哉  | 吉井和哉          | THE YELLOW MONKEY、朝本浩文                  | 4:52 |
| 9.                                                                  | 「カナリヤ」                   | 吉井和哉  | 吉井和哉          | THE SAINT、THE YELLOW MONKEY                 | 3:53 |
| 10.                                                                 | 「パール」                     | 吉井和哉  | 吉井和哉          | THE YELLOW MONKEY                            | 3:43 |
| 11.                                                                 | 「STONE BUTTERFLY」            | 吉井和哉  | 吉井和哉          | THE SAINT、THE YELLOW MONKEY                 | 3:13 |
| 12.                                                                 | 「メロメ」                     | 吉井和哉  | 吉井和哉          | 吉井和哉、JON JACOBS、DAVID MAURICE          | 4:54 |
| 13.                                                                 | 「バラ色の日々」               | 吉井和哉  | 吉井和哉          | THE YELLOW MONKEY、朝本浩文                  | 4:45 |
| 14.                                                                 | 「峠」                         | 吉井和哉  | 吉井和哉          | THE YELLOW MONKEY                            | 6:36 |
| 合計時間:                                                           | 合計時間:                      | 合計時間: | 60:05             |                                              |      |

| #  | タイトル                                | 作詞     | 作曲     | 編曲              | 時間 |
| -- | --------------------------------------- | -------- | -------- | ----------------- | ---- |
| 1. | 「MY WINDING ROAD (Mastering Version)」 | 吉井和哉 | 吉井和哉 | THE YELLOW MONKEY | 5:00 |
| 2. | 「SO YOUNG (Mastering Version)」        | 吉井和哉 | 吉井和哉 | THE YELLOW MONKEY | 5:11 |

### 楽曲解説
1. 「ジュディ」
「メカラ ウロコ・8」でも1曲目に演奏された。PVも作られている。再集結後の「メカラ ウロコ・29 FINAL」も、本アルバムの収録曲をメインにしていたことから、8と同じくオープニングを飾った。
2. 「サイキック No.9」
「SPRING TOUR」にて先行披露されていた曲。アルバムに先駆けて22ndシングル『パール』にはライブバージョンが収録された。吉井和哉のライブアルバム『Dragon head Miracle』にも収録されている。吉井曰く「ディープ・パープルとレッド・ツェッペリンをインチキくさい感じでやろうと思って作った」[5]。
3. 「GIRLIE」
吉井曰く「僕の野望を歌った曲」[2]。23rdシングル『BRILLIANT WORLD』のカップリングには"Original Mix"バージョンが収録された。
4. 「DEAR FEELING」
シングル『SHOCK HEARTS』のカップリング。シングルとはイントロアレンジ・楽器ミックスなどが異なる。
5. 「HEART BREAK」
シングル『バラ色の日々』のカップリング。シングルとは管楽器パートが省かれているなどの違いがある。
6. 「人類最後の日」
初のバンドのセッションにより作られた曲。作曲が唯一、THE YELLOW MONKEY名義となっている。歌詞は無いが、「助けて」「人殺し」などの声が入っている。
7. 「SHOCK HEARTS」
21stシングル。
8. 「聖なる海とサンシャイン」
20thシングル。シングル版をベースとしたアレンジに、シングルのカップリングに収められた「Suspend Minnow Version」のボーカルを組み合わせたもので、シングルバージョンとは大きく異なっている。
9. 「カナリヤ」
メンバー選曲の『MOTHER OF ALL THE BEST』にも収録された。『THIS IS FOR YOU〜THE YELLOW MONKEY TRIBUTE ALBUM』でtacica がカバーした。吉井曰く「歌ってる詩の内容は女の子が言ってることで、男の子とかは照れるかもしれない」[5]。
10. 「パール」
先行シングル。
11. 「STONE BUTTERFLY」
シングル『パール』のカップリング。吉井曰く「怒りや時代への疑問がテーマ」[5]。
12. 「メロメ」
全編ピアノとストリングスのみで構成された異色曲。吉井は「僕の悲しさや切なさ、当時の状況を歌った曲」「ひたすら北国に向かって行くイメージ」と語っている[2][5]。また、後に吉井が「バンドが終わる典型の曲」と語っている[6]。ライブ『メカラ ウロコ・8』ではバンドアレンジで披露された。シングル『BRILLIANT WORLD』のカップリングにはDEMOバージョンが収録されている。『THIS IS FOR YOU〜THE YELLOW MONKEY TRIBUTE ALBUM』でMORGAN FISHER がカバーした。
13. 「バラ色の日々」
19thシングル。シングル収録バージョンとはボーカル及び各楽器のミックスが異なる。
14. 「峠」
ボーカル以外は2000年5月15日に日本大学文理学部でゲリラライブを行った後のリハーサルでの一発録りのテイクが使用されている[7]。吉井曰く「30代の僕が作った曲ではベスト3に入る曲」[5]。
曲の終了後、約5秒の無音部分の後に隠しトラックとして、約40秒間『人類最後の日』の続きが収録されている。

### 初回限定盤ボーナスCD
収録されている2曲がアルバムの初回盤のみという形になったのは、「第一期THE YELLOW MONKEY最後の曲」という意向から、本来「第二期のスタート」となるはずであった本作には入ってはいけない、ということから。これらの楽曲はブックレットにもジャケットにもタイトルや歌詞が記載されていない。2曲共に今作収録にあたってリマスタリングが施されている。
| 全作詞・作曲: 吉井和哉。 |                                         |           |            |                   |      |
| #                        | タイトル                                | 作詞      | 作曲・編曲 | 編曲              | 時間 |
| 1.                       | 「MY WINDING ROAD (Mastering Version)」 | 吉井和哉  | 吉井和哉   | THE YELLOW MONKEY | 4:59 |
| 2.                       | 「SO YOUNG (Mastering Version)」        | 吉井和哉  | 吉井和哉   | THE YELLOW MONKEY | 5:09 |
| 合計時間:                | 合計時間:                               | 合計時間: | 10:08      |                   |      |

## 参加ミュージシャン
THE YELLOW MONKEY
- 吉井和哉 - ボーカル、ギター
- 菊地英昭 - ギター
- 廣瀬洋一 - ベース
- 菊地英二 - ドラムス

| ジュディ - 森俊之 - キーボード、リズム・プログラミング サイキック No.9 - 森俊之 - キーボード/リズム・プログラミング GIRLIE - David Maurice - キーボード/プログラミング - John Bradbury - ストリングス - THE LONDON SESSION ORCHESTRA - ストリングス - Joby Talbot - 弦編曲 DEAR FEELING - 森俊之 - キーボード/プログラミング - David Maurice - キーボード/プログラミング - 篠崎正嗣ストリングス - ストリングス - 笹路正徳 - 弦編曲 HEART BREAK - 森俊之 - ピアノ、キーボード/プログラミング - 笹路正徳 - キーボード/リズム・プログラミング 人類最後の日 - 森俊之 - キーボード - DAVE & TAXI - Voices SHOCK HEARTS - 森俊之 - キーボード/リズム・プログラミング - 三国義貴 - キーボード/プログラミング - MANA LEONE - コーラス | 聖なる海とサンシャイン - 森俊之 - ピアノ、キーボード/プログラミング - 朝本浩文 - キーボード/リズム・プログラミング - 金原千恵子ストリングス - ストリングス - 村山達哉 - 弦編曲 カナリヤ - 森俊之 - キーボード/リズム・プログラミング パール - 森俊之 - キーボード/プログラミング - 弦一徹ストリングス - ストリングス - 村山達哉 - 弦編曲 STONE BUTTERFLY - 菊地英昭 - コーラス - 廣瀬洋一 - コーラス - 森俊之 - キーボード/プログラミング メロメ - Joby Talbot - ピアノ、弦編曲 - David Maurice - キーボード/プログラミング - John Bradbury - ストリングス - THE LONDON SESSION ORCHESTRA - ストリングス バラ色の日々 - 朝本浩文 - キーボード/リズム・プログラミング - 三国義貴 - キーボード 峠 - 森俊之 - キーボード |